# Велоспорт на літніх Олімпійських іграх 2008 — спринт (жінки)
Змагання у спринті з велоспорту серед жінок на літніх Олімпійських іграх 2008 пройшли з 17 по 19 серпня. Взяли участь 12 спортсменок з 11 країн.

## Призери
| Золото                              | Срібло                | Бронза           |
| Вікторія Пендлтон · Велика Британія | Анна Мірс · Австралія | Гуо Шуан · Китай |

## Рекорди
| Світовий рекорд     | Ольга Слюсарева (RUS) | 10,831 с | Москва, Росія | 25 квітня 1993 |
| Олімпійський рекорд | Мішель Ферріс (AUS)   | 11,212 с | Атланта, США  | 24 липня 1996  |

## Змагання

### Кваліфікація
| Місце | Спортсмен                  | Результат   |
| ----- | -------------------------- | ----------- |
| 1     | Вікторія Пендлтон (GBR)    | 10,963 с OR |
| 2     | Гуо Шуан (CHN)             | 11,106 с    |
| 3     | Анна Мірс (AUS)            | 11,140 с    |
| 4     | Віллі Каніс (NED)          | 11,167 с    |
| 5     | Симона Крупекайте (LTU)    | 11,222 с    |
| 6     | Клара Санчес (FRA)         | 11,365 с    |
| 7     | Наталія Цилінська (BLR)    | 11,372 с    |
| 8     | Дженні Рід (USA)           | 11,400 с    |
| 9     | Лісандра Гуерра (CUB)      | 11,462 с    |
| 10    | Ейвон Гейгенар (NED)       | 11,533 с    |
| 11    | Світлана Гранковська (RUS) | 11,544 с    |
| 12    | Сакіе Цукуда (JPN)         | 12,134 с    |

### 1/8 фіналу
| Місце | Спортсмен               | Результат |
| ----- | ----------------------- | --------- |
| 1     | Вікторія Пендлтон (GBR) | 11,736 с  |
| 2     | Сакіе Тсукуда (JPN)     |           |

| Місце | Спортсмен                  | Результат |
| ----- | -------------------------- | --------- |
| 1     | Гуо Шуан (CHN)             | 11,410 с  |
| 2     | Світлана Гранковська (RUS) |           |

| Місце | спортсмен            | Результат |
| ----- | -------------------- | --------- |
| 1     | Анна Мірс (AUS)      | 11,663 с  |
| 2     | Ейвон Гейгенар (NED) |           |

| Місце | Спортсмен             | Результат |
| ----- | --------------------- | --------- |
| 1     | Віллі Каніс (NED)     | 12,155 с  |
| 2     | Лісандра Гуерра (CUB) | REL       |

| Місце | Спортсмен               | Результат |
| ----- | ----------------------- | --------- |
| 1     | Дженні Рід (USA)        | 11,955 с  |
| 2     | Симона Крупекайте (LTU) |           |

| Місце | Спортсмен               | Результат |
| ----- | ----------------------- | --------- |
| 1     | Клара Санчес (FRA)      | 11,607 с  |
| 2     | Наталія Цилінська (BLR) |           |

### Додатковий раунд
| Місце | Спортсмен               | Результат |
| ----- | ----------------------- | --------- |
| 1     | Наталія Цилінська (BLR) | 11,871 с  |
| 2     | Лісандра Гуерра (CUB)   |           |
| 3     | Сакіе Тсукуда (JPN)     |           |

| Місце | Спортсмен                  | Результат |
| ----- | -------------------------- | --------- |
| 1     | Симона Крупекайте (LTU)    | 12,123 с  |
| 2     | Світлана Гранковська (RUS) |           |
| 3     | Ейвон Гейгенар (NED)       |           |

### Чвертьфінал
| Місце | Спортсмен               | Результат 1 гонки | Результат 2 гонки |
| ----- | ----------------------- | ----------------- | ----------------- |
| 1     | Вікторія Пендлтон (GBR) | 11,389 с          | 11,672 с          |
| 2     | Симона Крупекайте (LTU) |                   |                   |

| Місце | Спортсмен               | Результат 1 гонки | Результат 2 гонки |
| ----- | ----------------------- | ----------------- | ----------------- |
| 1     | Гуо Шуан (CHN)          | 11,501 с          | 11,627 с          |
| 2     | Наталія Цилінська (BLR) |                   |                   |

| Місце | Спортсмен          | Результат 1 гонки | Результат 2 гонки |
| ----- | ------------------ | ----------------- | ----------------- |
| 1     | Анна Мірс (AUS)    | 11,716 с          | 12,108 с          |
| 2     | Клара Санчес (FRA) |                   |                   |

| Місце | Спортсмен         | Результат 1 гонки | Результат 2 гонки |
| ----- | ----------------- | ----------------- | ----------------- |
| 1     | Віллі Каніс (NED) | 11,944 с          | 11,767 с          |
| 2     | Дженні Рід (USA)  |                   |                   |

### Півфінал
| Місце | Спортсмен               | Результат 1 гонки | Результат 2 гонки |
| ----- | ----------------------- | ----------------- | ----------------- |
| 1     | Вікторія Пендлтон (GBR) | 11,537 с          | 11,885 с          |
| 2     | Віллі Каніс (NED)       |                   |                   |

| Місце | Спортсмен       | Результат 1 гонки | Результат 2 гонки | Результат 3 гонки |
| ----- | --------------- | ----------------- | ----------------- | ----------------- |
| 1     | Анна Мірс (AUS) |                   | 11,578 с          | 11,617 с          |
| 2     | Гуо Шуан (CHN)  | 11,629 с          |                   | REL               |

### Гонка са дев'яте місце
| Місце | Спортсмен                  | Результат |
| ----- | -------------------------- | --------- |
| 1     | Світлана Гранковська (RUS) | 12,192 с  |
| 2     | Лісандра Гуерра (CUB)      |           |
| 3     | Ейвон Гейгенар (NED)       |           |
| 4     | Сакіе Тсукуда (JPN)        |           |

### Гонка са п'яте місце
| Місце | Спортсмен               | Результат |
| ----- | ----------------------- | --------- |
| 1     | Клара Санчес (FRA)      | 12,264 с  |
| 2     | Наталія Цилінська (BLR) |           |
| 3     | Дженні Рід (USA)        |           |
| 4     | Симона Крупекайте (LTU) | REL       |

### Гонка са третє місце
| Місце | Спортсмен         | Результат 1 гонки | Результат 2 гонки |
| ----- | ----------------- | ----------------- | ----------------- |
| 1     | Гуо Шуан (CHN)    | 11,420 с          | 11,617 с          |
| 2     | Віллі Каніс (NED) |                   |                   |

### Фінал
| Місце | Спортсмен               | Результат 1 гонки | Результат 2 гонки |
| ----- | ----------------------- | ----------------- | ----------------- |
| 1     | Вікторія Пендлтон (GBR) | 11,363 с          | 11,118 с          |
| 2     | Анна Мірс (AUS)         |                   |                   |